# 桂京丸
桂 京丸（かつら きょうまる、本名：伊藤　総夫、1948年9月26日 - ）は、落語芸術協会に所属していた噺家。出囃子は『あじゃら』。千葉県東金市出身。

## 来歴
1968年（昭和43年）4月、四代目桂米丸に入門。1972年（昭和47年）4月二ツ目昇進。
1983年（昭和58年）4月、四代目春雨や雷蔵、二代目柳亭小痴楽、古今亭寿輔、三笑亭夢之助、五代目春風亭柳條、三遊亭春馬と共に真打昇進。1985年（昭和60年）6月の第23回国立演芸場花形若手演芸会新人賞では後述の『正しいラーメンの食べ方』で銀賞を受賞したが、その後ほどなくして廃業してしまった。正式な廃業時期は不明だが、1986年（昭和61年）3月の落語会に出演していることが確認できるため廃業したのはそれ以降と考えられる。廃業以降の消息はよく分かっていない。

## 芸歴
- 1968年4月 - 四代目桂米丸に入門、「京丸」を名乗る。
- 1972年4月 - 二ツ目昇進。
- 1983年4月 - 真打昇進。
- 1986年頃？ - 廃業。

## 人物
二ツ目時代から新作落語に取り組み、『弁当屋の華麗なるかけ』や『正しいラーメンの食べ方』などといったやたら長い題の新作落語を自作していた。
仲間うちからの信頼も厚く、何かと取りまとめ役になっていたという。